# Kornerupina
La kornerupina (simbolo IMA: Krn) è un minerale raro della classe dei minerali dei "silicati e germanati". La sua composizione chimica è (□,Mg,Fe2+)Al4(Mg3Al2)[O4|(OH,O)|Si2O7|(Si(Al,B)Si)Σ3O10].
Strutturalmente la kornerupina appartiene ai sorosilicati.

## Etimologia e storia
La kornerupina fu scoperta per la prima volta nei pressi di Qeqertarsuatsiaat, in Groenlandia, e descritta nel 1884 da Johannes Theodor Lorenzen (1855-1884), che chiamò il minerale in onore del geologo danese Andreas Nicolaus Kornerup.

## Classificazione
Nell'ormai obsoleta, ma ancora in uso, 8ª edizione della sistematica minerale secondo Strunz, la kornerupina apparteneva alla classe minerale dei "silicati e germanati" e lì alla sottoclasse dei "nesosilicati con anioni non tetraedrici", dove veniva elencata insieme a boralsilite, dumortierite, grandidierite, harkerite, holtite, magnesiodumortierite, ominelite, prismatina e werdingite con le quali forma il sistema nº VIII/A’.13.
La 9ª edizione della sistematica minerale di Strunz, in vigore dal 2001 e utilizzata dall'Associazione Mineralogica Internazionale (IMA), classifica la kornerupina nella classe "9. Silicati (germanati)" e lì nella sottoclasse "9.B Sorosilicati". Tuttavia, questa divisione è ulteriormente suddivisa in base al tipo di formazione del gruppo silicatico e alla dimensione dei cationi coinvolti, in modo che il minerale sia classificato in base alla sua composizione nella suddivisione di "9.BJ Sorosilicati con anioni Si3O10, Si4O11, ecc.; cationi in coordinazione ottaedrica [6] e superiore", dove forma il gruppo senza nome 9.BJ.50 insieme alla prismatina.
Anche la sistematica dei minerali secondo Dana, che viene utilizzata principalmente nel mondo anglosassone, classifica la kornerupina nella classe dei "silicati e germanati" e da lì nella già più finemente suddivisa sezione dei "sorosilicati: isolari, misti, singoli e gruppi tetraedrici più grandi". Qui dà il nome al "gruppo della kornerupina" con il sistema nº 58.01.01 che forma con l'altro membro prismatina all'interno della suddivisione del "gruppo dei silicati: isolati, misti, gruppi tetraedrici singoli e più grandi con cationi in [4] e maggiore coordinazione; gruppi singoli e doppi (n=1,2)".

## Abito cristallino
La kornerupina cristallizza nel sistema ortorombico nel gruppo spaziale Cmcm (gruppo nº 63) con i parametri del reticolo a = 13,75 Å, b = 16,04 Å e c = 6,71 Å oltre a 4 unità di formula per cella unitaria.

## Proprietà
Con una durezza Mohs da 6 a 7, la kornerupina appartiene ai minerali da medio-duri a duri e, analogamente al minerale di riferimento (l'ortoclasio, durezza 6), può essere incisa con una lima d'acciaio o, come il minerale di riferimento per la durezza 7 (il quarzo), è in grado di graffiare il vetro delle finestre.

## Origine e giacitura
La kornerupina di solito si forma in rocce vulcaniche e sedimentarie ricche di boro che sono state fortemente stressate metamorficamente e formano facies anfibolitica o granulitica. I minerali associati includono andalusite, biotite, cordierite, dumortierite, grandidierite, ematite, ilmenite, corindone, cianite, magnetite, flogopite, rutilo, saffirina, sillimanite, spinello e varie tormaline.
In totale, la kornerupina è stata rilevata in 44 siti a partire dal 2011. Oltre alla sua località tipo Qeqertarsuatsiaat, dove sono stati trovati cristalli molto grandi con un diametro fino a 23 cm, il minerale si trova anche a Bjørnesund, vicino a Sarfaq nella contea di Kitaa, sempre in Groenlandia.
Altre località si trovano nella Terra di Enderby e nella Baia di Lützow-Holm nell'Antartide orientale; alla stazione di Mount Riddock e agli Strangways Ranges nel Territorio del Nord dell'Australia; vicino a Ongaing, vicino alla città di Mogok nella regione di Mandalay del Myanmar; a Lac-Sainte-Marie nella regione canadese di Outaouais; a Jixi in Cina; sul Rio Mayo nel Municipal de Mercaderes nel dipartimento di Cauca; vicino a Varpaisjärvi e Kittilä in Finlandia; a Lasamba Hill e a Mangari nella Provincia Costiera del Kenya; vicino ad Ambovombe, Betroka e Mahafaly nella provincia di Toliara in Madagascar; vicino ad Arendal, Froland e Risør nella provincia di Aust-Agder e vicino a Bamble nella provincia di Telemark in Norvegia; a Chilapila Hill nella Copperbelt in Zambia; vicino a Dobšiná in Slovacchia; a Port Shepstone, sul Soutpansberg e nel Namaqualand in Sudafrica; vicino a Weligama nel distretto di Matara in Sri Lanka; nelle montagne del Pamir in Tagikistan; a Mautia Hill nella regione di Dodoma in Tanzania; nelle Labwor Hills nel distretto di Kotido in Uganda; Mase Mountain nella contea di Morris e Greenwood Lake nel New Jersey, Lyonsdale nelle contee di Lewis e Warren nello stato di New York, e Moses Rock nella contea di San Juan, nello Utah.

## Forma in cui si presenta in natura
La kornerupina in natura si presenta sotto forma di cristalli prismatici, è piuttosto rara ed è molto apprezzata come gemma.
Alcune volte può presentare effetti di gatteggiamento ed ha un forte pleocroismo, che la rende facilmente distinguibile dallo smeraldo.
La kornerupina sviluppa per lo più cristalli da trasparenti a traslucidi con habitus prismatico, ma anche aggregati minerali radiali o granulari.
La kornerupina è incolore e trasparente. Tuttavia, può apparire bianca a causa della sua formazione granulosa o di difetti di costruzione del reticolo, o assumere un colore grigio, verdastro, bluastro, da bruno-verdastro a bruno-giallastro o nero a causa di miscele estranee. Il colore del suo striscio è sempre bianco.